# White America
Pistes de The Eminem Show
Curtains Up
(1) Business
(3)
White America est une chanson du rappeur américain Eminem, extrait de l'album The Eminem Show, sorti le 28 mai 2002. La promotion de la chanson fut assurée grâce à la diffusion d'un clip. Eminem interpréta le titre aux MTV Video Music Awards. C'est la seconde piste de l'album et la première chanson. Cette chanson évoque l'influence d'Eminem sur la jeunesse américaine. Eminem répond ici aux critiques l'accusant d'être une mauvaise influence pour les blancs aux États-Unis. Il renvoie la faute sur les parents et la classe politique.
Écrite par Eminem, Jeff Bass et Luis Resto et produite par les deux premiers cités, elle ne constitue pas, malgré le clip, un single de l'album The Eminem Show. Cette chanson est considérée comme une chanson de rap politique car s'opposant au système et au patriotisme américain. Elle est également classée comme une chanson de rap rock au même titre que d'autres chansons d'Eminem telles que Sing for the Moment ou bien Won't Back Down.

## Paroles

Eminem critique la censure dans l'industrie musicale avec cette chanson.

La chanson White America constitue la suite du skit d'introduction, Curtains Up (lever de rideau). On y entend Eminem s'approcher d'un micro pour commencer un discours. La chanson traite essentiellement des controverses découlant des paroles violentes d'Eminem ainsi que de l'influence de celles-ci sur la jeunesse blanche américaine. Il dit notamment : « Je parle aux jeunes de banlieue qui sans moi ne se seraient jamais doutés de l’existence de ces mots ». Il utilise tout au long de la chanson deux personnages nommés Eric et Erica. Ces deux jeunes blancs sont, selon Eminem, influencés par lui. Il parle également de la mauvaise image du rap auprès de la communauté blanche. En effet, la musique urbaine est beaucoup plus populaire, selon lui, auprès des Afro-Américains. Il se justifie dans un vers en disant : « Le hip-hop n'est pas un problème à Harlem, à Boston il en est un ». Cependant, le rappeur de Détroit indique que s'il n'avait pas été blanc, il n'aurait pas rencontré la même popularité et dit aussi qu'il a permis aux blancs d'écouter du rap. Eminem attaque également la censure, notamment avec la création du logo Parental Advisory. Il juge que cela réduit considérablement la liberté d'expression. Il vise notamment Lynne Cheney et Tipper Gore, créatrice du logo Parental Advisory. En dépit des paroles très virulentes à l'encontre des instances politiques américaines, Eminem dit à la fin de la chanson : I'm just playing America, you know I love you (« Je plaisante mes compatriotes, vous savez que je vous aime »).

## Clip vidéo

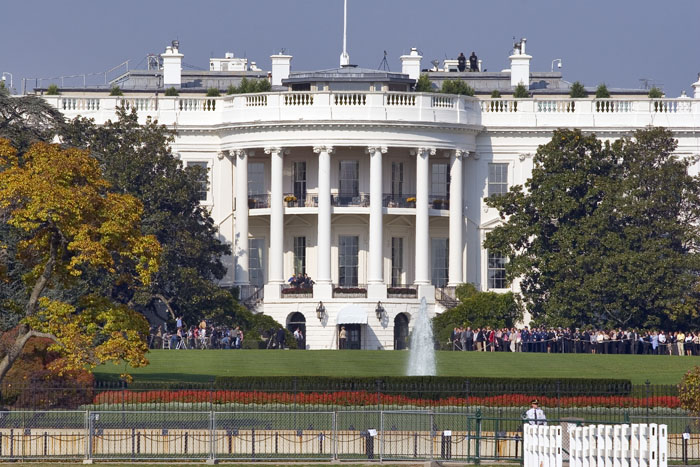
À la fin du clip vidéo, deux hommes urinent devant le président en face de la Maison-Blanche, lieu du pouvoir politique américain.

Ce titre, bien qu'il ne soit pas un single, bénéficie d'un clip. Celui-ci commence par l'image d'un logo Parental Advisory en plein écran. Ce dessin animé montre ensuite les portes d'un ascenseur s'ouvrir pour laisser place à une ville où l'on voit des gratte-ciel, une usine et la bannière étoilée. Des hélicoptères et des avions survolent ensuite la ville. On voit ensuite des jeunes dans la rue devant une affiche publicitaire reprenant la devise de Nike, Just Do It, en Just Buy It (« Achète-le »). On peut ensuite observer deux policiers frappant un jeune qui est par terre. L'action est cachée par le logo Parental Advisory. Derrière la voiture de police se trouvent des posters d'Eminem avec un jeune homme portant un tee-shirt à l'effigie du rappeur. Une affiche indique que Marshall Mathers (le vrai nom d'Eminem) est recherché. Un homme lit ensuite son journal où il y a des articles de propagande et où l'on voit l'Oncle Sam faire un doigt d'honneur, censuré par le logo vu précédemment. On voit ensuite un reportage parlant d'une fusillade dans une école. Les deux criminels sont blancs. Apparaissent alors Eric et Erica, symbolisant l'Amérique blanche. Dans un supermarché se trouve ensuite une figurine à l'effigie d'Eminem. Un zoom est fait sur ses yeux qui se transforment en dollars. On voit ensuite une salle de classe mouvementée où se tient un cours de maths. Eminem est ensuite en studio mais des blancs n'apprécient pas son travail. Le rappeur se produit ensuite devant un public cosmopolite où l'on peut voir le logo d'Eminem projeté dans le ciel. Un écran de télévision réapparaît et on y voit des dealers de drogue blancs. Eric et Erica réapparaissent alors. C'est alors que l'on voit une mère protestant dans la rue alors que ses enfants regardent une émission de télévision avec Eminem en vedette. Le rappeur écrit après ses paroles tandis qu'il a une corde autour du cou. Eminem est alors tué et une foule de personne viennent devant le cadavre et déchirent la Constitution des États-Unis. On voit ensuite une scène montrant la popularité d'Eminem auprès des jeunes avec une foule se massant devant une boutique à la sortie d'un album. La vidéo avance ensuite dans une Amérique dévastée avec des avions militaires survolant la ville et des rues couvertes d'ordures. On voit alors le président de l'époque, George W. Bush faire un discours devant la Maison-Blanche. Il est matérialisé par un cochon tiré par des ficelles. Il se trouve devant des bidons d'essence et de l'argent. Deux jeunes blancs urinent devant le président. Des avions lancent alors des téléviseurs. Sur ceux-ci, totalement détruits, se trouvent des bouches en train de chanter. Eminem veut ici faire référence à la liberté d'expression.

## Autres utilisations
Selon le magazine américain d'investigation Mother Jones, la chanson est la quatrième plus utilisée en prison pour provoquer un manque de sommeil et pour désorienter les prisonniers. La chanson Kim d'Eminem est quant à elle classée cinquième.

## Apparitions

### Jeux vidéo
Cette chanson fait partie des jeux vidéo Watch Dogs 2, Taxi Driver : Blood Money, NBA Jam 2003, NCAA Football 2003, B Boy Break Dance et Apache Overdose Ganstar VI

### Cinéma
Il apparait dans les films Matrix Revolutions, Hulk, et Divergente 3 : Au-delà du mur